# Supercoppa italiana di Serie A2 2024
La Supercoppa italiana di Serie A2 2024 si è svolta il 19 maggio 2024: al torneo hanno partecipato due squadre di club italiane e la vittoria finale è andata per la prima volta all'Atlantide Brescia.

## Regolamento
Le squadre hanno disputato una gara unica.

## Squadre partecipanti
| Squadra           | Qualificazione                                        |
| ----------------- | ----------------------------------------------------- |
| Atlantide Brescia | Vincitrice Coppa Italia di Serie A2 2023-24           |
| M&G               | Vincitrice play-off promozione della Serie A2 2023-24 |

## Torneo
| 2024 maggio 19 Palasport Grottazzolina, Grottazzolina Durata: 1h:51 - Spettatori: 1 000 | M&G | 1 - 3 | Atlantide Brescia | 20-25, 25-20, 25-27, 19-25 |